# Séparation des variables
En mathématiques, la séparation des variables constitue l'une des méthodes de résolution des équations différentielles partielles et ordinaires, lorsque l'algèbre permet de réécrire l'équation de sorte que chacune des deux variables apparaisse dans un membre distinct de l'équation.

## Équations différentielles ordinaires
Supposons qu'une équation différentielle puisse être écrite de la forme suivante et pour tout x :
{\displaystyle {\frac {\rm {d}}{{\rm {d}}x}}f(x)=g(x)h(f(x)),\qquad \qquad (1)}
que l'on peut écrire plus simplement en identifiant {\displaystyle y=f(x)} :
{\displaystyle {\frac {{\rm {d}}y}{{\rm {d}}x}}=g(x)h(y)\qquad \qquad (1)}.
Tant que h(y) ≠ 0, on peut réécrire les termes de l'équation pour obtenir :
{\displaystyle {{\rm {d}}y \over h(y)}={g(x){\rm {d}}x},}
séparant donc les variables x et y.

### Méthode alternative
Par abus de la notation de Leibniz, on peut préférer écrire cette équation de la manière suivante :
{\displaystyle {\frac {1}{h(y)}}{\frac {{\rm {d}}y}{{\rm {d}}x}}=g(x),}
mais cela ne rend pas très évident l'utilisation de l'expression « séparation de variables ».
Par intégration des deux membres de l'équation sur la variable x, on obtient :
{\displaystyle \int {\frac {1}{h(y)}}{\frac {{\rm {d}}y}{{\rm {d}}x}}\,{\rm {d}}x=\int g(x)\,{\rm {d}}x,\qquad \qquad (2)}
ou de manière équivalente :
{\displaystyle \int {\frac {1}{h(y)}}\,{\rm {d}}y=\int g(x)\,{\rm {d}}x}
en raison des règles de substitutions dans les intégrales.
Si l'on considère les deux intégrales, on trouve alors la solution à l'équation différentielle. On remarquera que le procédé permet de manière effective de traiter la dérivée {\textstyle {\frac {{\rm {d}}y}{{\rm {d}}x}}} comme une fraction pouvant être séparée. Cela permet de résoudre les équations différentielles séparables plus facilement, comme on le montre dans l'exemple ci-dessous.
(on n'a pas besoin d'utiliser deux constantes d'intégration, dans l'équation (2) comme dans :
{\displaystyle \int {\frac {1}{h(y)}}\,{\rm {d}}y+C_{1}=\int g(x)\,{\rm {d}}x+C_{2},}
car une seule constante {\displaystyle C=C_{2}-C_{1}} est équivalente).

### Exempleno1
L'équation différentielle ordinaire :
{\displaystyle {\frac {\rm {d}}{{\rm {d}}x}}f(x)=f(x)(1-f(x))}
peut être écrite :
{\displaystyle {\frac {{\rm {d}}y}{{\rm {d}}x}}=y(1-y)}.
Si l'on suppose {\displaystyle g(x)=1} et {\displaystyle h(y)=y(1-y)}, on peut écrire l'équation différentielle sous la forme de l'équation (1) ci-dessus. Ainsi, l'équation différentielle est séparable.
Comme montré au-dessus, on peut traiter {\displaystyle {\rm {d}}y} et {\displaystyle {\rm {d}}x} comme des variables séparées, ce qui fait que les deux membres de l'équation peuvent être multipliés par {\displaystyle {\rm {d}}x}. En divisant par la suite les deux membres de l'équation par {\displaystyle y(1-y)}, on obtient :
{\displaystyle {\frac {{\rm {d}}y}{y(1-y)}}={\rm {d}}x}.
On a donc séparé à ce moment les variables x et y l'une de l'autre, x apparaissant uniquement dans le membre de droite et y dans celui de gauche.
En intégrant les deux membres, on obtient :
{\displaystyle \int {\frac {{\rm {d}}y}{y(1-y)}}=\int {\rm {d}}x},
qui, en passant par des fractions partielles, devient :
{\displaystyle \int \left({\frac {1}{y}}+{\frac {1}{1-y}}\right)\,{\rm {d}}y=\int {\rm {d}}x},
puis :
{\displaystyle \ln |y|-\ln |1-y|=x+C}
où C est la constante d'intégration. Quelques considérations algébriques donnent une solution pour y :
{\displaystyle y={\frac {1}{1+B{\rm {e}}^{-x}}}.}
On peut alors vérifier cette solution en considérant la dérivée par rapport à x de la fonction trouvée, où B est une constante arbitraire. Le résultat devrait être identifié au problème originel. (On doit être attentif aux valeurs absolues lors de la résolution de l'équation ci-dessus. Il est évident que les signes différents de la valeur absolue contribuent aux valeurs positive et négative pour B, respectivement. Et le cas B=0 est appuyé par le cas où y=1, comme indiqué ci-dessous.)
Comme il y a division par {\displaystyle y} et par {\displaystyle (1-y)}, on doit vérifier si les solutions {\displaystyle y(x)=0} et {\displaystyle y(x)=1} (pour tout x) résolvent l'équation différentielle (dans les cas où elles sont toutes deux solutions). Voir aussi : Solution singulière (en).

### Exempleno2
La croissance d'une population est parfois modélisée par l'équation différentielle :
{\displaystyle {\frac {{\rm {d}}P}{{\rm {d}}t}}=kP\left(1-{\frac {P}{K}}\right)}
où {\displaystyle P} est la population en fonction du temps {\displaystyle t}, {\displaystyle k} est le taux de croissance, et {\displaystyle K} la capacité de contenance de l'environnement.
La séparation des variables peut être utilisée pour résoudre cette équation différentielle.
{\displaystyle {\frac {{\rm {d}}P}{{\rm {d}}t}}=kP\left(1-{\frac {P}{K}}\right)}
{\displaystyle \int {\frac {{\rm {d}}P}{P\left(1-{\frac {P}{K}}\right)}}=\int k\,{\rm {d}}t}
Afin d'évaluer l'intégral du membre de gauche, on simplifie la fraction complexe :
{\displaystyle {\frac {1}{P\left(1-{\frac {P}{K}}\right)}}={\frac {K}{P\left(K-P\right)}}}
Puis on décompose la fraction en fractions partielles :
{\displaystyle {\frac {K}{P\left(K-P\right)}}={\frac {1}{P}}+{\frac {1}{K-P}}}
On a alors :
{\displaystyle {\begin{aligned}\int \left({\frac {1}{P}}+{\frac {1}{K-P}}\right)\,{\rm {d}}P=\int k\,{\rm {d}}t&\Longrightarrow \ \ln {\begin{vmatrix}P\end{vmatrix}}-\ln {\begin{vmatrix}K-P\end{vmatrix}}=kt+C\\&\Longrightarrow \ {\begin{vmatrix}{\cfrac {K-P}{P}}\end{vmatrix}}={\rm {e}}^{-kt-C}\\&\Longrightarrow \ {\frac {K-P}{P}}=\pm {\rm {e}}^{-C}{\rm {e}}^{-kt}\end{aligned}}}
On pose {\displaystyle A=\pm {\rm {e}}^{-C}}.
{\displaystyle {\frac {K}{P}}-1=A{\rm {e}}^{-kt}}
{\displaystyle P={\frac {K}{1+A{\rm {e}}^{-kt}}}}
Puis, la solution à l'équation logistique est :
{\displaystyle P(t)={\frac {K}{1+A{\rm {e}}^{-kt}}}}
Pour trouver {\displaystyle A}, on considère l'étape suivante dans le processus de résolution de l'équation différentielle :
{\displaystyle {\frac {K-P}{P}}=A{\rm {e}}^{-kt}}
On pose {\displaystyle t=0} et {\displaystyle P(0)=P_{0}}. On alors :
{\displaystyle {\frac {K-P_{0}}{P_{0}}}=A{\rm {e}}^{0}=A}

## Équation aux dérivées partielles
Soit une équation aux dérivées partielles d'une fonction :
{\displaystyle F(x_{1},x_{2},\dots ,x_{n})}
de n variables. Il est parfois utile de chercher une solution de la forme :
{\displaystyle F=F_{1}(x_{1})\cdot F_{2}(x_{2})\cdots F_{n}(x_{n})}
ou :
{\displaystyle F=f_{1}(x_{1})+f_{2}(x_{2})+\cdots +f_{n}(x_{n})}
qui transforme l'équation aux dérivées partielles (EDP) en un ensemble d'équations différentielles ordinaires. De manière habituelle, chaque variable indépendante crée une constante de séparation qui ne peut être déterminée à partir de la seule équation.
Lorsqu'une telle technique s'applique, l'équation est appelée équation aux dérivées partielles séparable.

### Exempleno1
Supposons F(x, y, z) et l'EDP suivante :
{\displaystyle {\frac {\partial F}{\partial x}}+{\frac {\partial F}{\partial y}}+{\frac {\partial F}{\partial z}}=0\qquad \qquad (1)}
On supposera :
{\displaystyle F(x,y,z)=X(x)+Y(y)+Z(z)\qquad \qquad (2)}
ce qui rend (1) équivalente à :
{\displaystyle {\frac {{\rm {d}}X}{{\rm {d}}x}}+{\frac {{\rm {d}}Y}{{\rm {d}}y}}+{\frac {{\rm {d}}Z}{{\rm {d}}z}}=0}
puisque {\displaystyle {\frac {\partial F}{\partial x}}={\frac {{\rm {d}}X}{{\rm {d}}x}}}.
De plus, puisque X'(x) ne dépend que de x et que Y'(y) ne dépend que de y (de même pour Z'(z)) et que l'équation (1) est vraie pour tout x, y, z, il est clair que chacun des termes est constant. Plus précisément :
{\displaystyle {\frac {{\rm {d}}X}{{\rm {d}}x}}=c_{1}\quad {\frac {{\rm {d}}Y}{{\rm {d}}y}}=c_{2}\quad {\frac {{\rm {d}}Z}{{\rm {d}}z}}=c_{3}\qquad \qquad (3)}
où les constantes c1, c2, c3 vérifient
{\displaystyle c_{1}+c_{2}+c_{3}=0\qquad \qquad (4)}
L'équation (3) est en fait un ensemble de trois équations différentielles ordinaires. Dans ce cas, elles sont triviales et peuvent être résolues par intégration simple, donnant
{\displaystyle F(x,y,z)=c_{1}x+c_{2}y+c_{3}z+c_{4}\qquad \qquad (5)}
où la constante d'intégration c4 est déterminée par les conditions initiales.

### Exempleno2
Considérons l'équation différentielle :
{\displaystyle \nabla ^{2}v+\lambda v={\partial ^{2}v \over \partial x^{2}}+{\partial ^{2}v \over \partial y^{2}}+\lambda v=0}.
On recherche tout d'abord des solutions de la forme :
{\displaystyle v=X(x)Y(y)\,}.
La plupart des solutions ne sont pas de cette forme, mais d'autres sont des sommes de (généralement une infinité de) solutions de cette forme justement.
Par substitution,
{\displaystyle {\partial ^{2} \over \partial x^{2}}[X(x)Y(y)]+{\partial ^{2} \over \partial y^{2}}[X(x)Y(y)]+\lambda X(x)Y(y)=X''(x)Y(y)+X(x)Y''(y)+\lambda X(x)Y(y)=0\,}
Puis, par division par X(x) :
{\displaystyle {\begin{aligned}{\partial ^{2} \over \partial x^{2}}[X(x)Y(y)]+{\partial ^{2} \over \partial y^{2}}[X(x)Y(y)]+\lambda X(x)Y(y)&={X''(x)Y(y) \over X(x)}+{X(x)Y''(y) \over X(x)}+{\lambda X(x)Y(y) \over X(x)}\\&={X''(x)Y(y) \over X(x)}+Y''(y)+\lambda Y(y)=0\end{aligned}}}
puis par Y(y)
{\displaystyle ={X''(x) \over X(x)}+{Y''(y)+\lambda Y(y) \over Y(y)}=0}
X′′(x)/X(x) est alors une fonction de x seulement, comme (Y′′(y)+λY(y))/Y(y), il existe donc des constantes de séparation :
{\displaystyle {X''(x) \over X(x)}=k=-{Y''(y)+\lambda Y(y) \over Y(y)}}
qui se sépare en équations différentielles ordinaires :
{\displaystyle X''(x)-kX(x)=0\quad \mathrm {et} \quad Y''(y)+(\lambda +k)Y(y)=0\,}
qui peuvent être résolues de concert. Si l'équation posée à l'origine était un problème de conditions aux limites, on utiliserait les valeurs aux limites données.

## Application
Certains logiciels de calcul formel peuvent faire de la séparation de variables, comme Xcas.